# Olimpo Cárdenas
Pour les articles homonymes, voir Cárdenas.
 (février 2018).
Si vous disposez d'ouvrages ou d'articles de référence ou si vous connaissez des sites web de qualité traitant du thème abordé ici, merci de compléter l'article en donnant les références utiles à sa vérifiabilité et en les liant à la section « Notes et références ».
Olimpo León Cárdenas Moreira, né le 5 juillet 1923 à Vinces (Équateur) et mort le 28 juillet 1991  à Tuluá (Colombie) est un chanteur de musique populaire équatorien.
Il représente tout l'esprit de la musique de ce pays et a beaucoup inspiré son contemporain, le chanteur Julio Jaramillo. On lui doit la chanson No pidas más perdón.

## Biographie
Orphelin à 3 ans, il est élevé par sa marraine et manifeste très tôt un goût certain pour la musique populaire. 
À l'âge de 20 ans, il déménage à Guayaquil où il commence à participer à des programmes musicaux comme « La Corte Suprema del Arte » de CRE (Radiodifusora del Ecuador), où il gagne par ses prestations le droit de se présenter les dimanches à l'American Park. 
Il s'associe avec Carlos Rubira Infante, compositeur équatorien connu, pour apprendre à interpréter la musique nationale, et il forme avec lui le duo Cárdenas-Rubira  (plus connu sous le nom « Los Porteños ») qui compose la chanson En las lejanías. À partir de 1950, il intègre le trio « Los Trovadores » et il parcourt durant 3 ans le pays à bord d'autobus et de taxis. En 1954, il part à Cali (Colombie) avec Plutarco Uquillas et Pepe Jaramillo, créant le groupe « Trío Emperador ». Lors d'une audition aux Discos Victoria y Mario Méndez, le propriétaire lui propose un contrat comme soliste. Ses deux compagnons en apprenant l'offre, le quittèrent après une bagarre. Olimpo Cardenas s'installe alors en Colombie et enregistre son premier disque qui contient les chansons Fatalidad et Tu duda y la mía, qui serait plus tard la dernière chanson de sa vie.
Sa carrière prend alors un nouveau départ, avec des présentations dans des théâtres, et une grande popularité de ses disques. Il enregistre  Lágrimas de amor, Temeridad et Nuestro juramento, qui deviennent de grands succès qui dépassèrent les frontières colombiennes et équatoriennes, et furent écoutés jusqu'au Venezuela et au Mexique, pays où il vécut plus de 10 ans à partir de 1957, où il interpréta de nombreuses chansons mexicaines, et où il enregistra plusieurs disques, dont l'un devint très populaire avec le bolero Lágrimas de Amor. D'autres succès arrivèrent ensuite, avec Playita Mía, Tu Duda y la mía, Nuestro Juramento, Rondando tu esquina, Fatalidad, Cinco Centavitos, Licor Bendito et bien d'autres, également interprétés par Julio Jaramillo. Au Mexique, il enregistra 20 albums  se produisit en de nombreux endroits. Il a chanté au Manhattan Center de Nueva York et au Teatro Blanquita de Mexico. En 1970 il s'installe à nouveau à Bogota, en Colombie, qu'il considérait comme sa seconde patrie. Il poursuit sa carrière durant laquelle il enregistrera en tout plus de 70 albums.
Olimpo Cárdenas, à 68 ans  menait encore une carrière active, lorsque le 28 juillet 1991, à Tuluá, en Colombie, après avoir fumé une cigarette et endossé un costume blanc, il interprétait la chanson Tu duda y la mía avec un trio dans le parc Escarpeta de la Feria Ganadera de Tuluá, lorsqu'il s'écroula sur scène, victime d'un infarctus du myocarde. Il décède l'après-midi du même jour, sur le chemin de l’hôpital.

## Discographie
1. 20 Tangos Del Recuerdo (1965)
2. Exitos De Oro Vol 1 (1998)
3. Coleccion Vol 1 (cd 1) (1999)
4. Coleccion Vol 2 (cd 2) (1999)
5. 20 Exitos (2003)